# Томе Арсовський
То́ме Арсо́вський (мак. Томе Арсовски; *23 вересня 1928, Косовська Митровиця, Королівство сербів, хорватів і словенців, нині Косово — †22 квітня 2007, Скоп'є, Македонія) — македонський драматург, поет, письменник-прозаїк і перекладач.

## З біографії
Томе Арсовський народився 23 вересня 1928 року в Косовській Митровиці.
Закінчив філологічний факультет Скопського університету. 
Понад 30 років пропрацював на македонському телебаченні як драматург, також у театрі. 
Прозаїк головував у Спілці письменників Македонії, членом якої був починаючи з 1959 року. Одну каденцію також очолював Македонську письменницьку асоціацію (Македонската писателска асоцијација).
Помер 22 квітня 2007 року в столиці вже незалежної македонської держави місті Скоп'є.

## Творчість і визнання
Томе Арсовський — автор п'єс для радіо та телетеатру, багатоактних п'єс, серед прозових творів — кілька новел та оповідань. 
Бібліографія:
- Грст смеа (поезія, 1958)
- Александра (п'єса, 1958)
- Празник на птиците (п'єса, 1959)
- Непребол (поема, 1961)
- Парадоксот на Диоген (п'єса, 1961)
- Грст среќа (телеп'єса, 1962)
- Матурска вечер (п'єса, 1964)
- Стотиот чекор (телеп'єса, 1964)
- Обрачи (п'єса, 1965)
- Грдиот Нарцис (телеп'єса, 1964)
- Бумеранг (комедія, 1969)
- Чекор до есента (п'єса, 1969)
- Коктел за четворица (телеп'єса, 1970)
- Парадоксални раскази (оповідання, 1972)
- Залез над езерската земја (телеп'єса, 1973)
- Убавината чекори сама (комедія, 1974)
- Скок преку кожа (п'єса, 1976)
- Исповед на таксистот (моноп'єса, 1979)
- Излез во случај на опасност (п'єси, 1989)
- Благиот допир на љубовта (п'єса, 1984)
- Патување во Таџетакомо (роман для дітей, 1980)
- Зена, ќерка на ѕвездите (роман для дітей, 1988)
- Арис или прва љубов (роман для дітей, 1989)
- Климент Охридски (историчний роман, 1989)
- Кристална планета (роман для дітей, 1990)
- Куќа на четири ветра (роман, 1991)
- Смешни и превртени песни (поезія для дітей, 1991)
- Петиот ветар (оповідання, 1992)
- Подводен град (роман для дітей і молоді, 1993)
- Телефонот е во прекин (роман для молоді, 1993)
- Диско - штурец (поезія для дітей, 1993)
- Супер девојче (роман для молоді, 1994)
- Нешто убаво ми се случува (роман, 1996)
- Пурпурно поле (поема, 1996)
- Дедо Мраз и феферони (комедія для дітей, 1997)
- Марко Крале и Феферона (весела сценічна гра для дітей, 1997)
- Дарко Фокси спиди Гонзалес (весела сценічна гра для дітей, 1998)
- Жената со птичја глава (оповідання, 2000)

Т. Арсовський відомий також як перекладач — йому, зокрема, належать переклади поезій М. Лермонтова та багатьох російських радянських поетів.
За свою творчість здобув низку національних премій і нагород: „11 Октомври“, „13 Ноември“ (за внесок до літератури), „Златно перо“, „Кочо Рацин“, „Климент Охридски“.
Українською мовою 2 досить різних за змістом оповідання Томе Арсовського «Пригода з паном Корнхером» і «Велика синя брошка» переклав Андрій Лисенко (увійшли до збірки «Македонська новела», яка вийшла 1972 року в серії «Зарубіжна новела» і за яку перекладач отримав міжнародну премію «Золоте перо»).